# 角頭獸屬
角頭獸屬（學名：Keratocephalus）是已滅絕合弓綱的一屬，屬於恐頭獸亞目的貘頭獸下目，化石發現於南非卡魯盆地的波弗特群（Beaufort Group）地層，來自於其中的貘頭獸組合帶（Tapinocephalus Assemblage Zone）中層與下層，地質年代為二疊紀中期。
角頭獸的身長約2.5到3公尺，體重約700到1000公斤。目前已經發現許多頭顱骨、頭蓋骨。角頭獸的屬名意為「有角的頭」，因為角頭獸的鼻骨、額骨形成一個額角。角頭獸的口鼻部長短、骨頭厚度，因不同個體而有差異。角頭獸可能比貘頭獸原始。只有發現頭蓋骨的Pelosuchus，是角頭獸的一個異名。